# INtime
INtime（インタイム）とはTenAsys社が開発しているリアルタイムオペレーティングシステム（以下RTOS）である。Pentium以降のCPUを搭載したPC/AT互換機上で動作し、Microsoft Windowsと共存して動作する事もできる。
インテルからiRMXの権利を受け継いだRadiSys社によって、1997年にiRMXの派生RTOSとして開発された。その後、2000年にRadiSys社を退社したエンジニアがTenAsys社を設立。iRMXならびにINtimeに関する権利はTenAsys社に引き継がれ現在に至る。
日本国内を含むアジア地区における販売ならびに開発、技術サポートは株式会社マイクロネットが行っている。

## 特徴

### Microsoft Windowsとの共存
Microsoft Windowsと共存し、同時に起動して利用することができる。INtimeカーネルの起動時に、Windows OSはINtimeのひとつのINtimeプロセスとして取り込まれる。これによりRTOSとしての特性を損なうことなく、Windows用に提供される豊富なミドルウェアやアプリケーションを活用したシステム構成が可能になる。

### ダイナミックローディング
INtime用に開発されたカーネル以外のすべてのモジュールは、システムの稼動中、任意の時点で追加、削除、更新が自由に行える。

### メモリ保護
INtime用に開発されたアプリケーションはメモリ保護機能により保護される。これにより各INtimeプロセス空間が分離され、メモリ破壊等のエラー時に、その影響を同一プロセス内に限定される。
WindowsもINtimeプロセスとして分離されているため、BSODによりWindowsカーネルが機能停止した場合でも、他のINtimeプロセスは影響を受けずに処理を継続する事が可能になる。